# Oi TV
A Oi TV é uma operadora de TV por assinatura pertencente à Mileto Tecnologia, que atualmente opera via satélite (DTH).
Anteriormente, chamava-se Way TV, adquirida pela Telemar em 2006, atuando somente via cabo e apenas nas cidades de Barbacena, Belo Horizonte, Poços de Caldas e Uberlândia. Em 2008, passou a se chamar de Oi TV. Em 2012, a Oi lançou o serviço de IPTV no Rio de Janeiro, expandindo nos anos seguintes para outras cidades. Em novembro de 2024, a Oi anunciou o encerramento dos serviços de TV por assinatura por fibra óptica, com tecnologia IPTV.
Em 2014, a TNL PCS S/A, subsidiária da Oi de TV por assinatura foi incorporada pela Oi Móvel. Em janeiro de 2022, a Anatel concedeu anuência prévia para que a incorporação da Oi Móvel pela Oi, que passou a deter a outorga de exploração da TV por assinatura, num processo de simplificação da estrutura societária.
Em 28 de abril de 2022, a operadora vendeu sua base de assinantes na modalidade via satélite (DTH) para a Sky Brasil. No entanto, em 2 de outubro de 2023, a Sky desistiu da compra.
Em 2024, a Oi anunciou que iria encerrar a Oi TV, mas alguns meses depois a Mileto Tecnologia fez uma proposta de compra que foi aceita pela empresa. O negócio foi confirmado em fevereiro de 2025.

## Disponibilidade como produto
A Oi TV HD disponibiliza canais em HD a partir de seu plano básico, contando hoje com mais de 80 canais em alta definição.

### Posição por número de assinaturas
Em fevereiro de 2015, havia ficado na terceira posição das operadoras de TV por assinatura com 6.78% dos assinantes ativos do Brasil, atrás apenas da Sky e das líderes em números de assinantes (NET e Claro).

## Serviços

### Oi Filmes
O Oi Filmes era o mais completo pay per view entre as operadoras de TV por assinatura. Foram 12 canais com diversos títulos, entre eles os de destaque de bilheteria, que são atualizados frenquentemente, com uma estreia a cada sexta-feira. Disponíveis desde o pacote de entrada Oi TV Start HD, os filmes custam R$ 10,00 cada e podem ser assistidos durante 24h.
No dia 26 de dezembro de 2023, foi anunciado o encerramento do serviço, junto com o Oi Play.

### DVR (gravador digital)
O DVR é um gravador digital com capacidade de mais de 500 horas de gravação (500Gb) que permite que o conteúdo da TV seja reproduzido livremente no set up box, por apenas R$20,00/mês. O usuário também pode dar pausa na programação que está assistindo ao vivo, gravar os programas de forma recorrente (como séries e a novelas) ou individualmente e voltar, pausar e avançar na programação gravada. O serviço também permite gravar dois canais diferentes de forma simultânea, apenas com a condição de um dos canais ser o assistido no momento.

### Oi TV HD 4K
No dia 14 de junho de 2018, a Oi TV HD juntamente com a Globosat, lançaram a primeira transmissão oficial do 4K da Copa do Mundo FIFA via DTH através do satélite SES-6. Foi a primeira operadora de TV em DTH a entregar o canal SporTV 4K via satélite, sendo a NET a primeira via cabo.

### VOD
O VOD, sigla para Video On Demand, é uma evolução do serviço Per Pay View (PPV), trata-se de uma nova tecnologia onde os filmes são enviados via satélite e ficam armazenados no receptor do cliente, que podem alugar o filme a qualquer hora que quiser e diferentemente do PPV (Oi Filmes) no VOD o filme inicia a hora que quiser, o cliente tem total liberdade de escolher o horário de início, pausar, retroceder e avançar. O VOD está disponível apenas para quem tem DVR e o cliente pode assistir o filme em até 48h por R$ 10,00 cada.

### PVR
A função de gravação de programas da Oi TV HD também está disponível para toda a base de assinantes, mesmo para aqueles que não têm uma caixa com DVR integrado. Basta conectar um pendrive de pelo menos 8 GB de capacidade na caixa mais simples para poder gravar programação da grade, dar pausa ao vivo, realizar agendamentos e acessar lista de conteúdos gravados. O assinante não precisará pagar nada a mais para utilizar o Pen-VR, apenas contratar os Canais Internacionais, que custam R$10,00/mês

### TV everywhere
A plataforma Oi Play era disponibilizada em três fases. A primeira é, na verdade, a possibilidade de autenticação nas plataformas de TV Everywhere dos próprios canais. Os assinantes da Oi TV poderão acessar os conteúdos de 30 canais lineares, com conteúdo ao vivo e on-demand acessando os sites das programadoras pelo computador ou por meio de 11 aplicativos para tablets e smartphones. São eles: Telecine Play, Globosat Play, Premier Play (PFC), ESPN Watch, Esporte Interativo, Sexy Hot Go, Fox Play, Cartoon Go, TNT Go, Space Go e Combate Play. O assinante tem acesso gratuito a esses conteúdos, desde que os canais já façam parte de seu pacote.
A Oi lançou também o portal do Oi Play (semelhante ao SKY Online) que tem curadoria de conteúdo, segmentação por gênero, canal e audiência, onde era ofertado os mesmos conteúdos dos aplicativos.
A terceira etapa trouxe o portal do Oi Play para dentro do set-top box da Oi TV, que funcionaria também como catch-up, revela o diretor da operadora de DTH, Ariel Dascal. "A ideia é ter os conteúdos dos canais também no formato on-demand para que o assinante possa ver diretamente na televisão, mas isso vai exigir que a caixa (set-top box) esteja conectada à banda larga", conta. Segundo Dascal, a expectativa da Oi era lançar o Oi Play nos set-tops no primeiro trimestre de 2016.

### Oi TV Livre
Também lançou em parceria com as fabricantes de antenas parabólicas, Elsys e BedinSat, o Oi TV Livre HD com pacote de canais abertos (5 deles em HD) e várias rádios sem mensalidade tendo inclusive 43 afiliadas da Rede Globo em alta definição nas regiões cobertas, também com opção de contratar o pacote de canais pagos sendo vários em HD com cobertura nacional (também incluindo o estado de São Paulo). O pacote Oi TV Livre necessita de pagamento para liberação do sinal.

### Oi Play
No dia 22 de junho de 2022, numa tentativa de concorrer nos serviços de streaming, a Oi lançou o seu serviço de streaming que disponibilizava diversos canais de TV ao vivo e conteúdo on demand como uma nova alternativa à TV por assinatura tradicional. O serviço cobrava, para clientes Oi Fibra, por R$69,90. E para os demais consumidores por R$ 99,90.
Em 1º de dezembro de 2023, foi anunciado que o Oi Play, a plataforma de streaming e TV por internet da Oi seria encerrado. O serviço deixou de existir a partir de 31 de dezembro de 2023.
O site permaneceu ativo até o dia 31 de dezembro de 2023, fornecendo informações importantes relacionadas ao uso da plataforma. O serviço estava disponível exclusivamente para os clientes Oi Fibra e Oi TV.

### IPTV
Em 10 de junho de 2022, após abandonar TV via satélite, a Oi lançou um plano de IPTV via app que inclui canais ao vivo e streaming sob demanda. A plataforma era comercializada para qualquer pessoa, independente se era ou não cliente da extinta banda larga Oi Fibra. A aposta da Oi no streaming fazia parte da nova estratégia da operadora. Meses antes, a tele divulgou a transferência da base de clientes pós-pagos da Oi TV via satélite para a Sky. A empresa também comercializava TV por assinatura tradicional via IPTV por fibra óptica, mas o foco da sua comunicação quase sempre estava direcionado para serviço de banda larga fixa.
Em outubro de 2024, foi anunciado o encerramento dos serviços de IPTV por fibra ótica (Oi TV Fibra), mantendo o negócio de TV por assinatura  via satélite (DTH).